# Stefan Erkinger
Stefan Erkinger (Graz, 1º settembre 1981) è un ex calciatore austriaco, di ruolo centrocampista.